# Silver Link
K.K. Silver Link (jap. 株式会社SILVER LINK., Kabushiki-gaisha Silver Link.) ist ein japanisches Animationsstudio.

## Geschichte
Silver Link wurde im Dezember 2007 von Hayato Kaneko gegründet, der zuvor Produzent beim Animationsstudio Frontline gewesen war.
Nachdem das Unternehmen zuerst bei den Produktionen von Anime-Fernsehserien anderer Studios nur Unterauftragnehmer war, erhielt es 2009 den Auftrag, das Computerspiel Tayutama als Fernsehserie federführend zu animieren. Größere Bekanntheit erlangte es jedoch 2010 mit der Animation der Serie Baka to Test to Shōkanjū, bei der es zudem Teil des Produktionskomitees war.
Am 3. August 2020 wurde das Studio von der Asahi Broadcasting Corporation komplett aufgekauft und führt dieses als Tochterunternehmen.

## Produktionen

### Fernsehserien
- 2009: Tayutama – Kiss on my Deity
- 2010: Baka to Test to Shōkanjū
- 2011: Baka to Test to Shōkanjū Ni!
- 2011: C³
- 2012: Chitose Get You!!
- 2012: Dusk Maiden of Amnesia
- 2012: Kokoro Connect
- 2012: Onii-chan Dakedo Ai Sae Areba Kankei Nai yo ne
- 2013: Fate/kaleid liner Prisma Illya
- 2013: Non Non Biyori
- 2013: Strike the Blood
- 2013: Watashi ga Motenai no wa Dō Kangaete mo Omaera ga Warui!
- 2014: Bonjour Sweet Love Patisserie
- 2014: Fate/kaleid liner Prisma Illya Zwei!
- 2014: Girl Friend Beta
- 2014: Nōrin
- 2014: Rokujōma no Shinryakusha!?
- 2015: Fate/kaleid liner Prisma Illya Zwei Herz!
- 2015: Non Non Biyori Repeat
- 2015: Ore ga Ojō-sama Gakkō ni “Shomin Sample” Toshite Gets Sareta Ken
- 2015: Rakudai Kishi no Cavalry
- 2015: Taimadō Gakuen 35 Shiken Shōtai
- 2015: Yurikuma Arashi
- 2016: Ange Vierge
- 2016: Anne-Happy
- 2016: Brave Witches
- 2016: Fate/kaleid liner Prisma Illya Drei!!
- 2016: Magic of Stella
- 2016: Tanaka-kun wa Itsumo Kedaruge
- 2017: A Sister’s All You Need.
- 2017: Battle Girl High School
- 2017: Busō Shōjo Machiavellism
- 2017: Chaos;Child
- 2017: Masamune-kun’s Revenge
- 2018: Butlers – Chitose Momotose Monogatari
- 2018: Death March to the Parallel World Rhapsody
- 2018: Mitsuboshi Colors
- 2019: Circlet Princess
- 2019: Wise Man's Grandchild

### Weitere Anime-Produktionen
- 2011: Baka to Test to Shōkanjū: Matsuri (OVA)
- 2012: Kyō no Asuka Show (Web-Anime)
- 2012: Otome wa Oneesama ni Koishiteru: Futari no Elder (OVA)
- 2016: Strike the Blood: Valkyria no Ōkoku-hen (OVA)